# Ревалоризация
Ревалоризация означава възвръщане на предишни нива / стойности на валута, стоки и т.н. Може да означава възвръщане на нива спрямо друга валута, това също е повишаване със закон на златното (сребърното) съдържание на паричната единица.

## Въздействие върху вноса и износа
Ревалоризацията води до относително намаляване на равнището на цените на вносните стоки и се създават условия за намаляване на разходите за внос. По-голямото търсене на вносни в сравнение с национални стоки продължава, докато равнището на техните цени е относително по-ниско в сравнение с равнището на износните стоки. Това продължава, докато понижаването на цените на износните стоки и повишаването на цените на вносните стоки доведат до изравняване на валутния обмен.